# Antoine Texier La Boessière

O tratado de La Boessière (1818)

Antoine Texier La Boessière (1766-1818) foi um mestre de armas que viveu depois do período da Revolução Francesa. Filho e herdeiro de Nicolas Texier de La Boëssière, foi aluno do seu pai e colega do famoso Chevalier de Saint-George.

## Carreira
Antoine Texier La Boessière herdou a sala das armas do seu pai, Nicolas Texier do Boëssière, a sua notoriedade e a de Saint-George, mais velho que ele vinte e um anos.

## Obra
Antoine Texier La Boëssière escreveu o Traité de l'art des armes à l'usage des professeurs et des amateurs (Tratado da Arte das Armas para Professores e Amadores) passando a papel a arte da esgrimai, os seus métodos e a pedagogia do seu pai.
Citação: M. Laboessière pai foi o mestre do famoso Chevalier de Saint-George e o filho, o autor desta obra, foi seu émulo: deste modo, os princípios destes três homens que adquiriram na arte das armas uma tão alta reputação, foram reunidos neste tratado." (Antoine-Henri Jomini)